# San Giovanni Rotondo
San Giovanni Rotondo ist eine italienische Stadt in der Provinz Foggia in Apulien mit 26.314 Einwohnern (Stand 31. Dezember 2023). Sie liegt am Südfuß des Vorgebirges Gargano nordnordöstlich von Foggia.

## Geschichte
Durch San Giovanni Rotondo führt die Staatsstraße von San Severo nach Monte Sant’Angelo, die seit dem 6. Jahrhundert von zahlreichen Pilgern benutzt wird, um zur Michaelsgrotte, wo nach der Legende der Erzengel Michael erschien, zu pilgern.
Der Name der Stadt stammt der Sage nach daher, dass die Langobarden dort an einem runden Tempel eine Statue ihres Schutzpatrons Johannes der Täufer aufstellten. Wahrscheinlicher ist allerdings die Errichtung eines Baptisteriums, in der frühen Zeit oftmals Rundbauten, unter dem Patrozinium des Täufers.
Einer der bekanntesten Bürger von San Giovanni Rotondo war der vielverehrte und mittlerweile heiliggesprochene Padre Pio. Immer noch pilgern täglich zahlreiche Gläubige zur Krypta der Kirche Santa Maria delle Grazie, um an seinem Grabmal zu beten und die Zelle zu besichtigen, in der er wohnte. 2004 wurde die große Wallfahrtsbasilika San Pio da Pietrelcina fertiggestellt. Nach dem mexikanischen Guadalupe und der „ewigen Stadt“ Rom ist San Giovanni Rotondo der drittmeist besuchte christliche Wallfahrtsort der Welt. Bis zu sieben Millionen Pilger reisen jährlich dorthin.

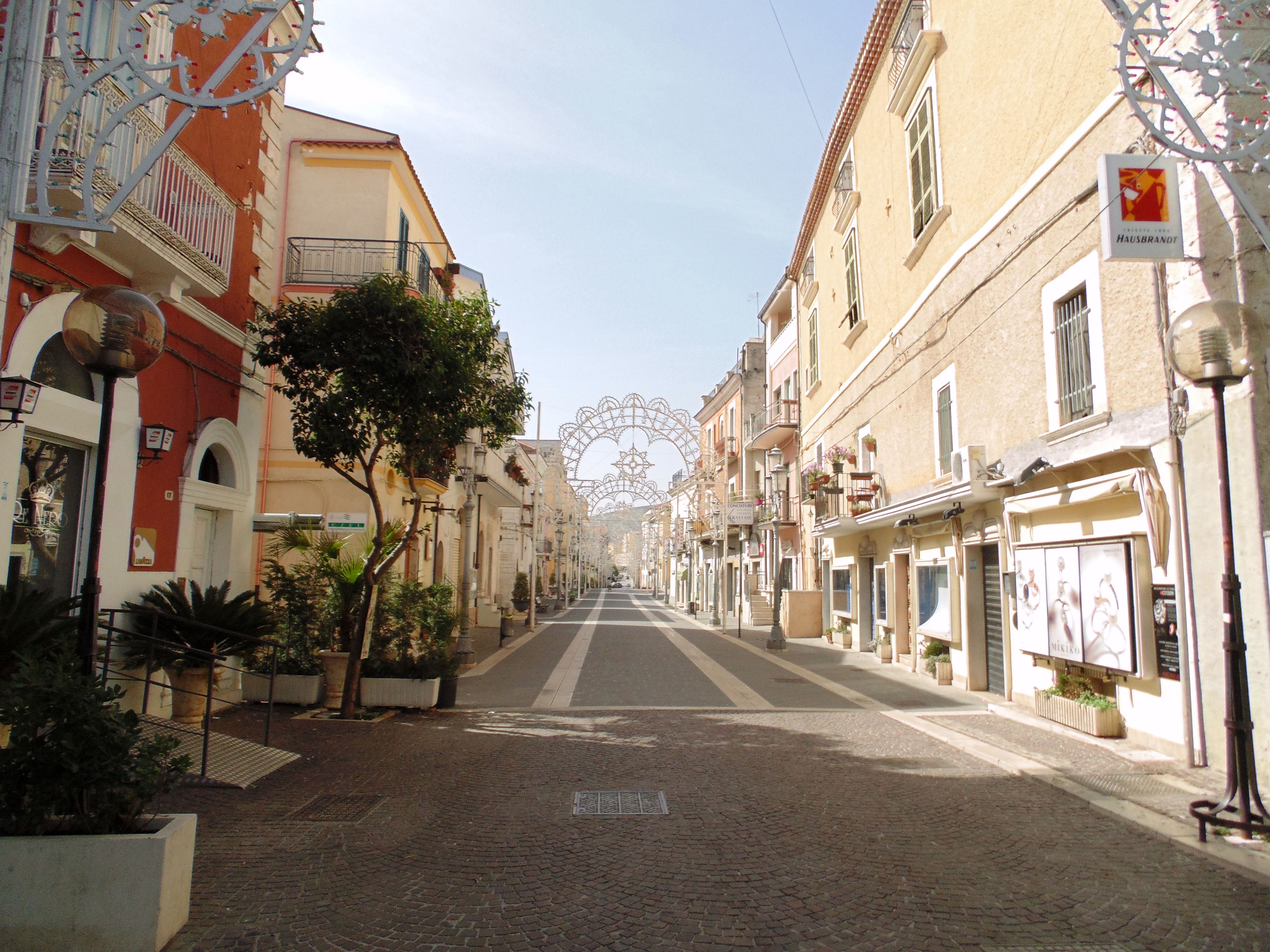
Straßenzug in San Giovanni Rotondo
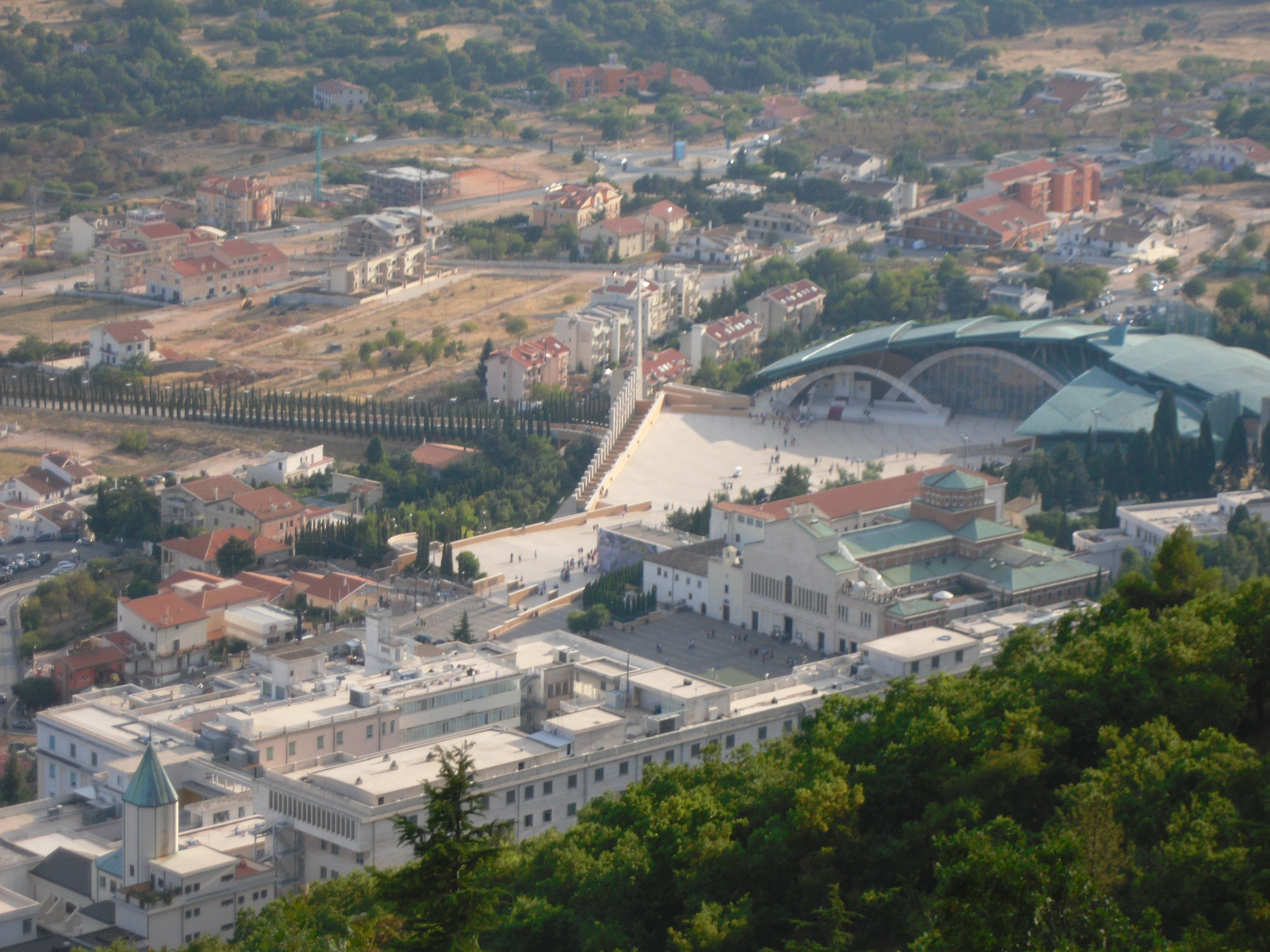
San Pio da Pietrelcina, Santuario Santa Maria delle Grazie und Ospedale Casa Sollievo della Sofferenza
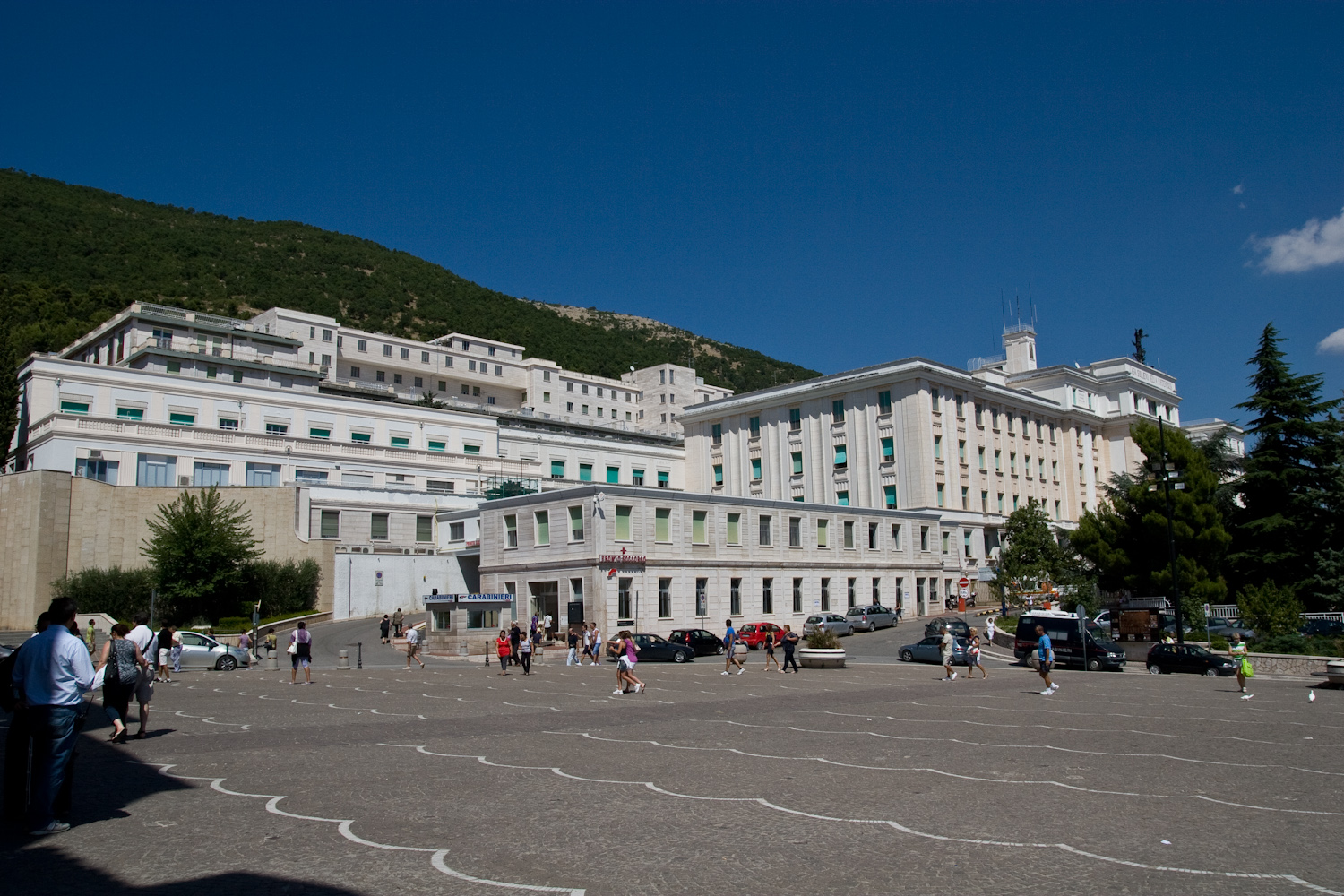
Das Krankenhaus Casa Sollievo della Sofferenza
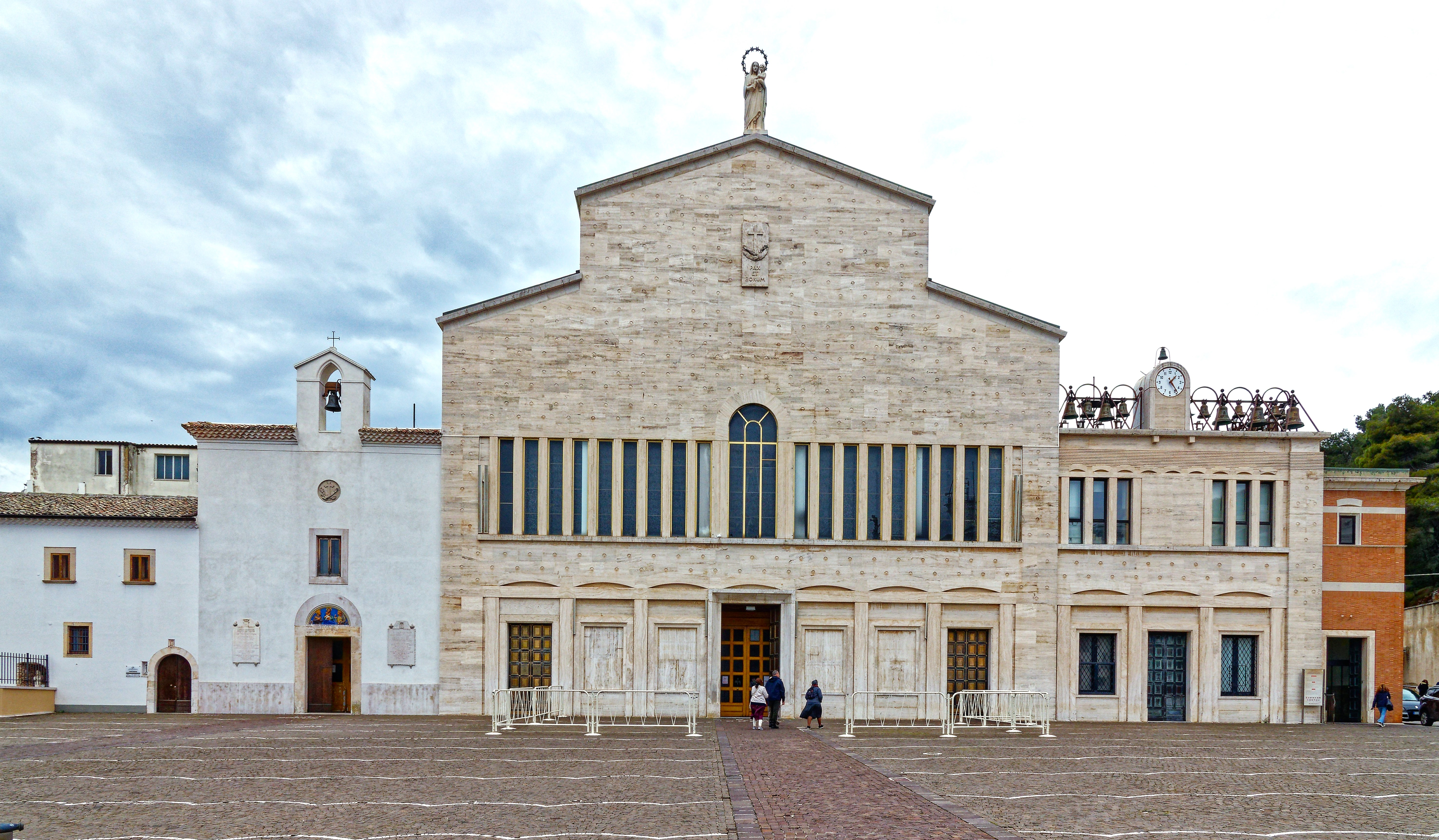
Kirche Santa Maria delle Grazie
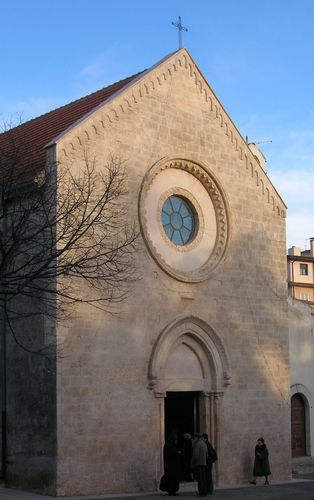
Chiesa di Sant’Onofrio
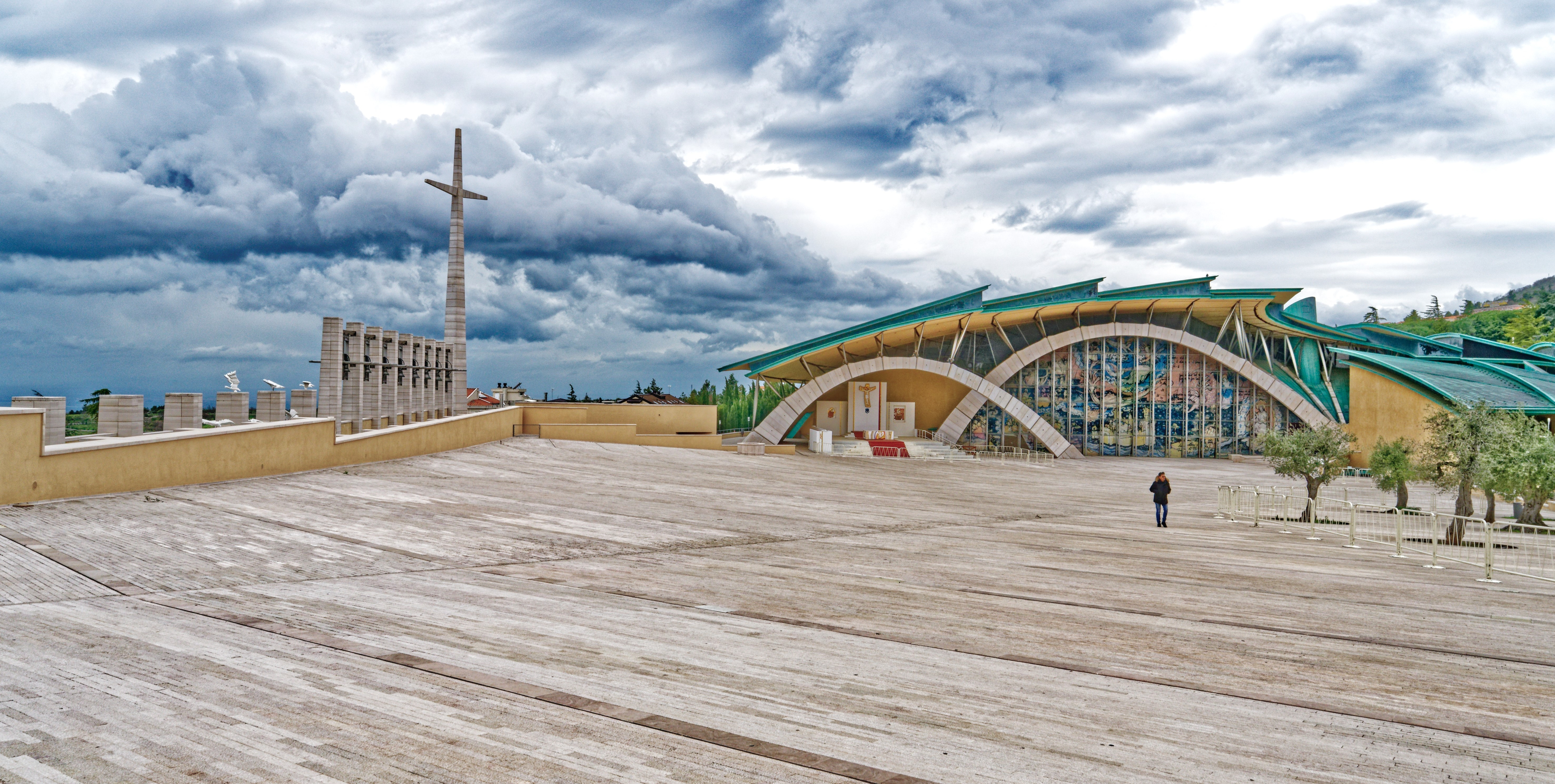
Die Basilika San Pio da Pietrelcina

## Städtepartnerschaften
- Pietrelcina, Italien, seit 2005
- Wadowice, Polen, seit 2006
- Marktl, Deutschland, seit 2009
- Bari, Italien, seit 2013
- Monte Sant’Angelo, Italien, seit 2013
- Eboli, Italien, seit 2018

## Söhne und Töchter der Stadt
- Michele Russo MCCJ (1945–2019), Bischof von Doba
- Mario Mauro (* 1961), Politiker
- Matteo Ferrantino (* 1979), Koch
- Michele Pirro (* 1986), Motorradrennfahrer